# Gavin McInnes

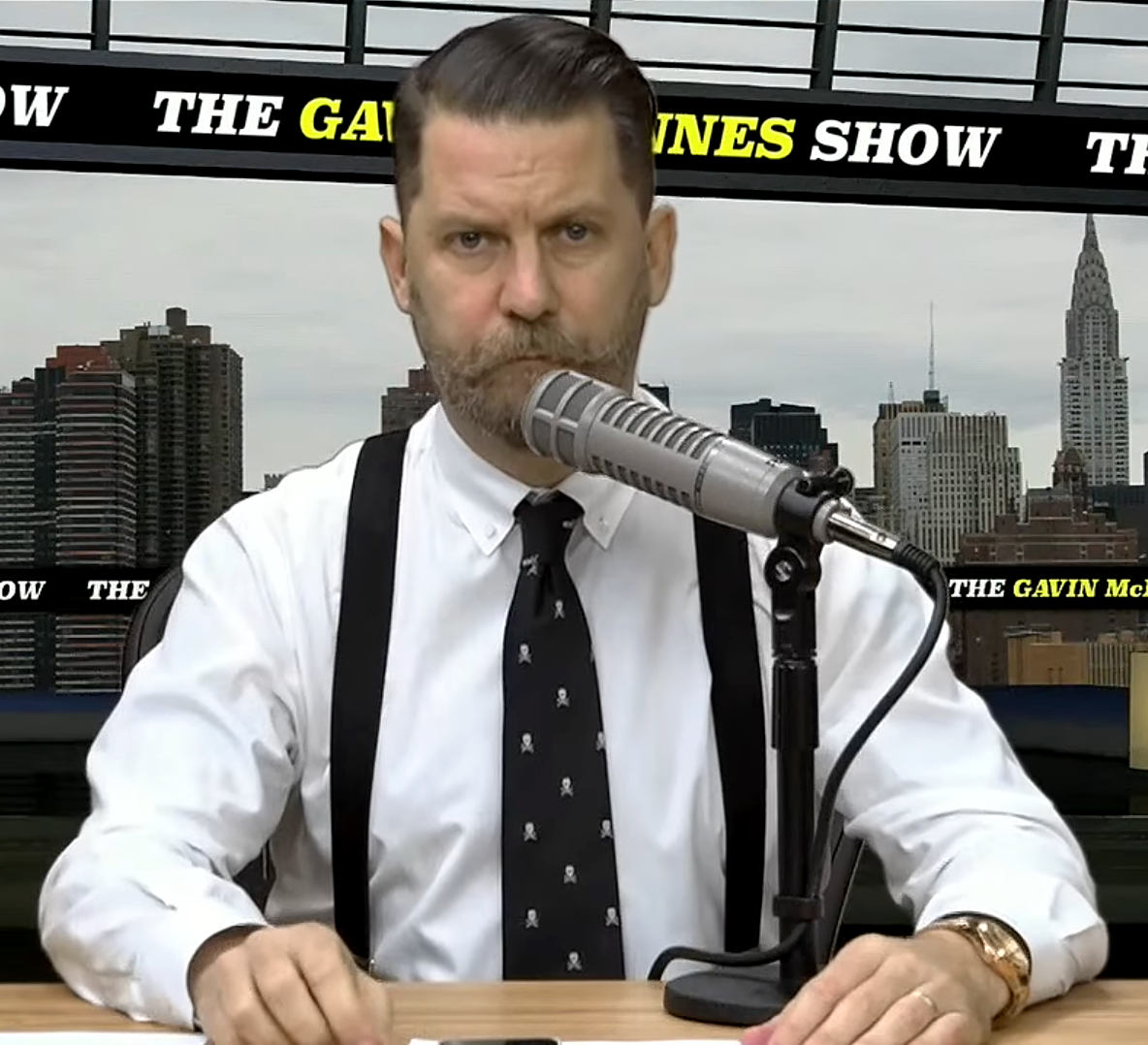
Gavin McInnes em 2015

Gavin McInnes (/məˈkɪnᵻs/; nascido em 17 de julho de 1970) é um escritor, jornalista e comentarista político de extrema direita canadiano, conhecido por sua retórica inflamada e ataques contra oponentes políticos. Nascido em Hitchin, no condado de Hertfordshire, na Inglaterra, McInnes imigrou para o Canadá muito jovem, antes de se mudar para os Estados Unidos para buscar uma carreira na política. Ele tem cidadania canadense e britânica. Gavin McInnes é co-fundador da Vice Media e da revista Vice, e é o anfitrião do programa de televisão conservador Get Off My Lawn. Ele também escreve para o Taki's Magazine e o The Rebel Media, e era um constante convidado em programas da Fox News e TheBlaze. Ele também é fundador do Proud Boys, uma organização neo-fascista para homens, classificada pelo Southern Poverty Law Center como um "grupo de ódio". McInnes rejeita esta classificação, afirmando que o grupo "não é extremista e não tem conexão com nacionalistas brancos".
Em 2018, McInnes foi banido do Twitter, Facebook e Instagram por violar o termo destes sites ao promover conteúdo violento e discurso de ódio.

## Biografia
Gavin McInnes nasceu em Hitchin no condado de Hertfordshire na Inglaterra, filho de escoceses James e Loraine McInnes. Sua família migrou para o Canadá quando ele tinha 4 anos. Frequentou a escola secundária Earl of March Secondary School em Ottawa. Na adolescência, tocou em uma banda de punk rock Anal Chinook, em Ottawa. Na fase adulta, migrou do Canada para os Estados Unidos.

## Carreira Profissional
Foi o co-fundador da Vice em 1994 com Shane Smith e Suroosh Alvi.  Durante sua permanência foi descrito como o "padrinho" da subcultura hipster, pela WNBC e como "um dos principais influenciadores do movimento hipster" por AdBusters. Eventualmente, contribui com artigos para Vice, incluindo "The VICE Guide to Happiness" e "The VICE Guide to Picking Up Chicks", também foi co-autor de dois livros da Vice: The Vice Guide to Sex and Drugs and Rock and Roll, e Vice Dos and Don'ts: 10 Years of VICE Magazine's Street Fashion Critiques.
Em entrevista à New York Press , em 2002, disse que estava satisfeito com a maioria dos hipsters de Williamsburg por serem brancos. Gavin, em seguida, escreveu uma carta para Gawker  dizendo que a entrevista foi uma brincadeira para ridicularizar "a mídia pós-Segunda Guerra Mundial, como The Times". Depois que ele se tornou o foco de uma campanha de cartas por um leitor, Vice - desculpou-se pelos comentários de Gavin. Foi destaque em 2003, no New York Times em um artigo sobre a revista Vice - por expressar seus pontos de vista políticos.
Em 2006, foi destaque no The Vice Guide to Travel com o ator e comediante David Cross na China. Ele deixou a Vice em 2008 devido ao "creative differences". Em entrevista ao The New Yorker, em 2003, disse: que a sua separação com a Vice foi sobre a crescente influência da propaganda corporativa no conteúdo da Vice, declarando que "O plano de negócios foi inimigo do marketing e do editorial".
Em 2008, criou o site StreetCarnage.com. Ele fundou uma agência de publicidade chamada de Rooster onde ele trabalha como diretor de criação. Em 2009, Gavin convenceu um jornalista, do The Village Voice, que foi nocauteado depois de perder um desafio para um lutador de MMA. Na verdade, foram cenas editadas, de um programa de TV, para testes. Em 2010, convenceu um jornalista da Gawker que havia comido uma tigela de flocos de milho encharcados de urina depois de perder a competição "Hipster of the Decade". Na realidade, a filmagem foi retirada de desenhos de comédia chamada de Gavin McInnes Is a Fucking Asshole.
Foi apresentado na 3 ª temporada do reality show canadense Kenny vs Spenny, como juiz no episódio "Who is Cooler?". Em 2010, McInnes foi procurado pelo canal Adult Swim para fazer o papel de Mick, uma bola de futebol escocesa com comportamento humano, em uma curta participação Aqua Teen Hunger Force resultante do Soul Quest Overdrive.  Depois de perder um concurso de diretor em 2010 na Cheyenne Cinnamon and the Fantabulous Unicorn of Sugar Town Candy Fudge, seis episódios de Soul Quest Overdrive foram encomendados, com quatro exibições no bloco 4 de DVR do Adult Swim em 25 de maio de 2011 antes de ser rapidamente cancelado. Gavin McInnes, brincando, culpou o cancelamento do programa os outros membros do elenco (Kristen Schaal, David Cross, e H. Jon Benjamin).

## Opinião
McInnes descreve-se como libertarianismo e como parte da Nova Direita, um termo que ele prefere usar em vez de "alt-light". O New York Times descreve o como "provocador de extrema direita."
Considera-se Chauvinista Ocidental e começou uma organização  chamada Proud Boys que juram lealdade a esse movimento.↵O FBI classifica o "Proud Boys "um grupo extremista ligados ao nacionalismo branco", de acordo com um documento produzido pela polícia do estado de Washington, e o Southern Poverty Law Center classifica como um grupo de ódio. Ele diz que seu grupo não é nacionalista branco.
Em 2003, Gavin McInnes disse: "Eu não quero nossa cultura diluída. Precisamos fechar a fronteira agora e que todos absorvam um modo de vida ocidental, branco e com idioma inglês."

### Raça e etnia
McInnes foi acusado de racismo e de promover a retórica da supremacia branca.  Pessoalmente, declarou supostas difamações raciais contra Susan Rice e Jada Pinkett Smith, e mais amplamente contra Palestinos and Asiáticos. Disse que: "há uma tendência que os negros pressionem uns aos outros", e em 2018, disse que havia uma grande "violência entre negros" nos Estados Unidos, com 8.000 casos por ano de homicídio de negros contra negros.

### Judaísmo e Antissemitismo
Em Março de 2017, durante uma viagem a Israel com The Rebel Media, fez comentários controversos defendendo Negacionismo do Holocausto, acusou os judeus de serem responsáveis pelo Holodomor e o Tratado de Versalhes, dizendo que estava 'tornando-se anti-semita". Mais tarde, ele disse que seus comentários foram retirados do contexto. McInnes também produziu um vídeo cômico para Rebel chamado Dez coisas que eu odeio nos judeus, tempos depois renomeado para Dez coisas que eu odeio em Israel. Em resposta à polêmica, McInnes disse: “Eu aterrizei, eu tinha vários amigos nazistas. David Duke e todos os nazistas vão pensar que eu quiz arrasar... Sem ofensas nazistas, eu não quero ofender, mas eu não gosto de vocês. Eu gosto de judeus.”

### Islamismo
McInnes é anti-Islã. disse: "Muçulmanos são estúpidos ... a única coisa que eles realmente respeitam é a violência e a intolerância." Ele também equiparou o islamismo ao fascismo, declarando: "Nazismo acabou. Islã é contemporâneo ." Em Abril de 2018, Mcinnes rotulou uma importante seção de muçulmanos como transtornos mentais e incesto, alegando que "Muçulmanos têm um problema com endogamia. Eles tendem a se casar com seus primos de primeiro grau ... e isso é um grande problema nos EUA. Quando você tem relações endogâmicas você é psicologicamente prejudicado, não são todos os muçulmanos, mas em grande parte, e você tem um livro de ódio chamado Alcorão... você resulta com uma receita perfeita para assassinato em massa."

### Gênero
McInnes descreve-se como "um sexista Archie Bunker."
Já em 2003, Vanessa Grigoriadis no The New York Times citou McInnes dizendo: "'Não significa que não é puritanismo. Eu acho que o feminismo da era Steinem fez muitas injustiças para as mulheres, mas uma das piores foi convencer todos esses conservadores do norte de que as mulheres não querem ser dominadas." McInnes foi acusado de sexismo pela imprensa incluindo Chicago Sun-Times, Independent Journal Review, Salon, Jezebel, The Hollywood Reporter, e Slate. Em outubro de 2013, disse durante uma entrevista que "as pessoas estariam mais felizes se as mulheres parassem de fingir ser homens", e que o feminismo "fez as mulheres infelizes". Explicou que "Nós banalizamos o parto e somos mais sedentários tanto que as mulheres são forçadas a fingirem ser homens. Elas fingem ser valentes, mas são tristes." Uma discussão acalorada aconteceu na University of Miami School of Law com a professora Mary Anne Franks.

### Genocídio Branco
McInnes defendeu a teoria da conspiração do genocídio branco dizendo que mulheres brancas estão abortando e a imigração está "levando ao genocídio branco no Ocidente". Em 2018, sobre ataques em fazendas sul-africanas e as propostas de reforma agrária, disse que os sul-africanos negros não estavam tentando recuperar suas terras, porque nunca tiveram essas terras", em vez disso afirmou que existe "limpeza étnica" esforços contra os sul-africanos brancos.

## Vida Pessoal
Em 2005, se casou com a publicitária e consultora Emily Jendrisak, a filha de uma, americana indígena, ativista Christine Whiterabbit Jendrisak.

## Filmografia
- Kenny vs Spenny: Episódio "Who is Cooler" (2006) – como jurado convidado
- Vice Guide to Travel (2006)
- Soul Quest Overdrive (2010) – como Mick
- How to Be a Man (2013) – como Mark McCarthy
- Creative Control (2015) – como Scott
- One More Time (2015) – como Produtor Musical
- Long Nights Short Mornings (2016) – como Comediante